# Fotomuntatge

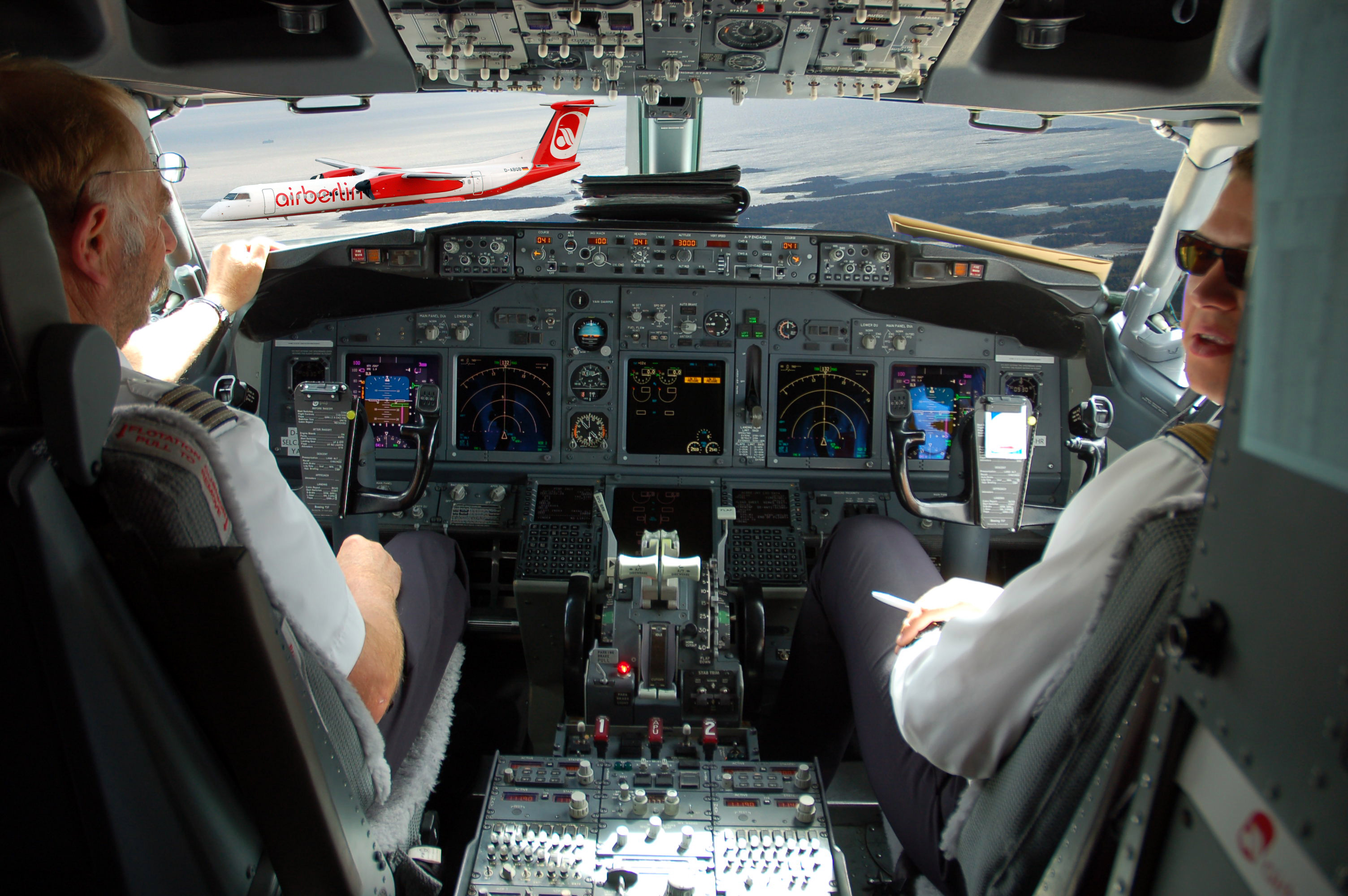
Muntatge de tres fotografies diferents

El fotomuntatge és un retoc fotogràfic consistent en la unió de fotografies o parts de fotografies o productes impresos en un collage. Va ser introduït pels dadaistes com a mitjà artístic en els anys 1920. Una de les principals vies d'aplicació del fotomuntatge durant la dècada dels 1920 i dels 1930 fou la publicitat i la producció gràfica en general (portades de revistes, de llibres, postals, etc.). El fotomuntatge permetia manipular el producte, ubicar-lo en llocs imaginaris, situar-lo en situacions hipotètiques, relacionar-lo amb elements que denotessin el seu ús o que li aportessin un valor afegit capaç de seduir al consumidor. També permetia crear composicions suggeridores on uns fragments d'imatges es fonien amb les altres per connotar diferents sensacions. Aquest procés permetia trobar els recursos pertinents per a representar idees més o menys abstractes, crear escenaris ficticis tot juxtaposant elements, relacionant-los, oposant-los o comparant-los i, també, permetia aconseguir imatges amb un alt component narratiu. Aquestes possibilitats afavoriren el seu ús publicitari, no tan sols per a anunciar productes sinó també en la publicitat institucional o en la propaganda política. Recíprocament el seu ús en l'àmbit publicitari feu que s'explotessin les possibilitats expressives i comunicatives del fotomuntatge i es comencés a teoritzar sobre les capacitat creatives i els efectes de les imatges envers l'espectador.

## Història
L'autor Oliver Grau en el seu llibre, Virtual Art: From Illusion to Immersion, assenyala que la creació d'una realitat virtual immersiva artificial, sorgida com a resultat de l'explotació tècnica de nous invents, és una pràctica humana de llarga data. Aquests entorns com diorames eren d'imatges compostes.
El primer i més famós fotomuntatge victorià (llavors anomenat combinació d'impressió) va ser "The Two Ways of Life" (1857) d'Oscar Rejlander, seguit poc després per les imatges del fotògraf Henry Peach Robinson com "Fading Away" (1858). Aquestes obres es plantegen activament per qüestionar la pintura llavors dominant i els quadres vius.
Les postals de fotomuntatge de fantasia eren populars a l'època victoriana i l'era eduardiana. El productor preeminent en aquest període va ser la Companyia Bamforh, a Holmfirth, West Yorkshire i Nova York. El punt culminant de la seva popularitat va ser, però, durant la Primera Guerra Mundial, quan els fotògrafs a França, Gran Bretanya, Alemanya, Àustria i Hongria van produir una profusió de postals que mostren soldats en un pla i amants, dones, fills, famílies o pares. en un altre. Molts dels primers exemples de fotomuntatge d'alta definició consisteixen en elements fotografiats superposats en aquarel·les, una combinació que va retornar (per exemple, George Grosz al voltant de 1915).
El 1916, John Heartfield i George Grosz van experimentar amb les imatges enganxades, una forma d'art posteriorment anomenada "Photomontage".
George Grosz va escriure: "Quan John Heartfield i vaig inventar el fotomuntatge en el meu estudi de South End a les cinc de la matinada de maig de 1916, cap de nosaltres no tenia ni idea de les seves grans possibilitats, ni de l'espia però reeixit camí que era prendre Com moltes vegades passa a la vida, ens hem topat amb una vena d'or sense saber-ho ".
John Heartfield i George Grosz eren membres del Berlin Club Dada (1916-1920). Els Dadistes alemanys van ser fonamentals per fer el muntatge en una forma moderna d'art. El terme "fotomuntatge" es va fer extensiu al final de la Primera Guerra Mundial, al voltant de 1918 o 1919.
Heartfield va utilitzar el fotomuntatge extensament en les seves innovadores jaquetes de pols per a la publicació de Berlín Malik-Verlag. Va revolucionar l'aspecte d'aquestes cobertes de llibres. Heartfield va ser el primer a utilitzar fotomuntatge per explicar una "història" de la portada del llibre a la contraportada. També va emprar tipografia innovadora per millorar l'efecte.
Entre 1930 i 1938, John Heartfield va utilitzar el fotomuntatge per crear 240 "Photomontages of The Nazi Period" per utilitzar l'art com a arma contra el feixisme i el Tercer Reich. Els fotomuntatges van aparèixer a les cobertes de carrer de Berlín a la portada de la revista AIZ publicada per Willi Münzenberg. Heartfield va viure a Berlín fins a l'abril de 1933, quan va escapar a Txecoslovàquia després d'haver estat assassinat per la SS. Continuant produint art anti-feixista a Txecoslovàquia fins a 1938, els fotomuntatges polítics de Heartfield li van valer la posició número cinc en la llista més demandada de la Gestapo.
Altres artistes importants que eren membres de Berlin Club Dada i els principals exponents del fotomuntatge van ser Hannah Höch, Kurt Schwitters, Raoul Hausmann i Johannes Baader. Les fotografies individuals combinades per crear un nou subjecte o imatge visual van demostrar ser una poderosa eina perquè els dadistes protestessin la Primera Guerra Mundial i els interessos que creien inspirar la guerra. El fotomuntatge va sobreviure a Dada i va ser una tècnica heretada i usada pels surrealistes europeus com Salvador Dalí. La seva influència també es va estendre al Japó, on el pintor avantguardista Harue Koga va produir pintures d'estil fotomuntatge basades en imatges extretes de revistes. El primer espectacle retrospectiu del fotomuntatge del món es va celebrar a Alemanya el 1931. Un terme posterior encunyat a Europa va ser, "fotocollage", que generalment es referia a treballs grans i ambiciosos que afegien tipografia, pinzells o fins i tot objectes enganxats al fotomuntatge.
Paral·lelament als alemanys, els artistes constructivistes russos com El Lissitzky, Alexander Rodchenko i l'equip marit i muller de Gustav Klutsis i Valentina Kulagina van crear treballs de fotomuntatge pioners com a propaganda, com la revista URSS de la Construcció, per al govern soviètic. En l'àmbit educatiu, René Acevedo i Adrian Brannan, els mitjans de comunicació, han deixat la seva empremta a les aules d'art de tot el món.
Després del seu exili a Mèxic a finals de la dècada de 1930, l'artista i activista de la Guerra Civil Espanyola, Josep Renau Berenguer (es), va compondre la seva aclamada, Fata Morgana USA: el Camí Americà de la Vida, un llibre d'imatges de fotomuntatge molt crític amb Americana i North American "cultura del consumidor". La seva contemporània, Lola Álvarez Bravo, va experimentar amb fotomuntatge sobre temes de vida i socials a les ciutats mexicanes.
A l'Argentina, a la fi de la dècada dels 40, l'exiliada alemanya, Grete Stern, va començar a aportar treballs de fotomuntatge sobre el tema Sueños (somnis), com a part d'un article psicoanalític habitual a la revista Idilio.
Les tècniques pioneres dels primers artistes de fotomuntatge van ser cooptades per la indústria publicitària a partir de finals de la dècada de 1920. El fotògraf nord-americà Alfred Gescheidt, mentre treballava principalment en publicitat i art comercial als anys seixanta i setanta, utilitzava tècniques de fotomuntatge per crear cartells i postals satíriques.